# Xa lộ Liên tiểu bang 25
Xa lộ Liên tiểu bang 25 (tiếng Anh: Interstate 25 hay viết tắt là I-25) là một xa lộ liên tiểu bang trong miền Tây Hoa Kỳ. Nó chính yếu là một xa lộ liên tiểu bang bắc–nam, kéo dài từ Xa lộ Liên tiểu bang 10 ở Las Cruces, New Mexico (25 dặm về phía bắc thành phố El Paso, Texas) đến Xa lộ Liên tiểu bang 90 tại Buffalo, Wyoming (60 dặm về phía nam ranh giới giữa tiểu bang Montana và Wyoming).
Xa lộ Liên tiểu bang 25 là xa lộ cao tốc bắc–nam then chốt đi qua các tiểu bang Wyoming, Colorado, và New Mexico. Từ bắc đến năm, nó đi qua hay đi gần Casper, Wyoming; Cheyenne, Wyoming; Fort Collins, Colorado; Denver, Colorado; Colorado Springs, Colorado; Pueblo, Colorado; Raton, New Mexico; Las Vegas, New Mexico; Santa Fe, New Mexico; Albuquerque, New Mexico; Socorro, New Mexico; Truth or Consequences, New Mexico và Las Cruces, New Mexico. Hành lang xa lộ I-25 chính yếu là vùng nông thôn, đặc biệt là tại Wyoming, trừ các thành phố Albuquerque, Pueblo, Colorado Springs, và các vùng xung quanh thành phố Denver. Một phần của I-25 tại Colorado đi qua ngay phía đông của Dải núi Front thuộc Rặng Thạch Sơn.

## Mô tả xa lộ
|    | dặm    | km     |
| -- | ------ | ------ |
| NM | 462,12 | 744,15 |
| CO | 305,04 | 490,91 |
| WY | 300,95 | 484,62 |

### New Mexico
Xa lộ Liên tiểu bang 25 bắt đầu tại Lối ra 144 của Xa lộ Liên tiểu bang 10 trong thành phố Las Cruces, New Mexico.  Ngay lập tức, ba lối ra cung cấp lối vào thành phố trong đó có một lối ra cho Quốc lộ Hoa Kỳ 70.  Sau đó, không có thành phố lớn nào nằm dọc theo hành lang xa lộ cho đến thành phố Albuquerque, New Mexico. Tuy nhiên khi I-25 đến thị trấn Truth or Consequences, nó chạy song song với Công viên Tiểu bang Elephant Butte Lake.
Khi I-25 gần đến Albuquerque, nó có các nút giao thông khác mức với các xa lộ khác như Quốc lộ Hoa Kỳ 380 và đi trùng với Quốc lộ Hoa Kỳ 60.  Xa ở phía bắc, Lộ Tiểu bang 6, trước đây là Quốc lộ Hoa Kỳ 66, gặp nhau với I-25 tại Los Lunas. Xuyên qua Albuquerque, có các lối ra thường trực để vào các đường phố của thành phố, và một nút giao thông lập thể lớn với Xa lộ Liên tiểu bang 40.  Nút giao thông này có tên là "Big I" được Bộ Giao thông Hoa Kỳ và Cơ quan Quản trị Xa lộ Liên bang vinh danh nhắc đến vì sự tuyệt vời của nó trong thiết kế xa lộ đô thị năm 2002.
Rời Albuquerque đi lên phía bắc, I-25 đi quanh co về hướng đông bắc khi nó đến Santa Fe.  Tiếp tục đi về hướng bắc tại Santa Fe, I-25 đi về hướng đông nam khoảng 45 dặm (72 km) và lại quay lên hướng bắc tại Blanchard để đi lên Las Vegas.  Xa lộ vẫn giữ hướng bắc và đông bắc khi nó rời New Mexico qua đèo Raton và vào tiểu bang Colorado.

### Colorado

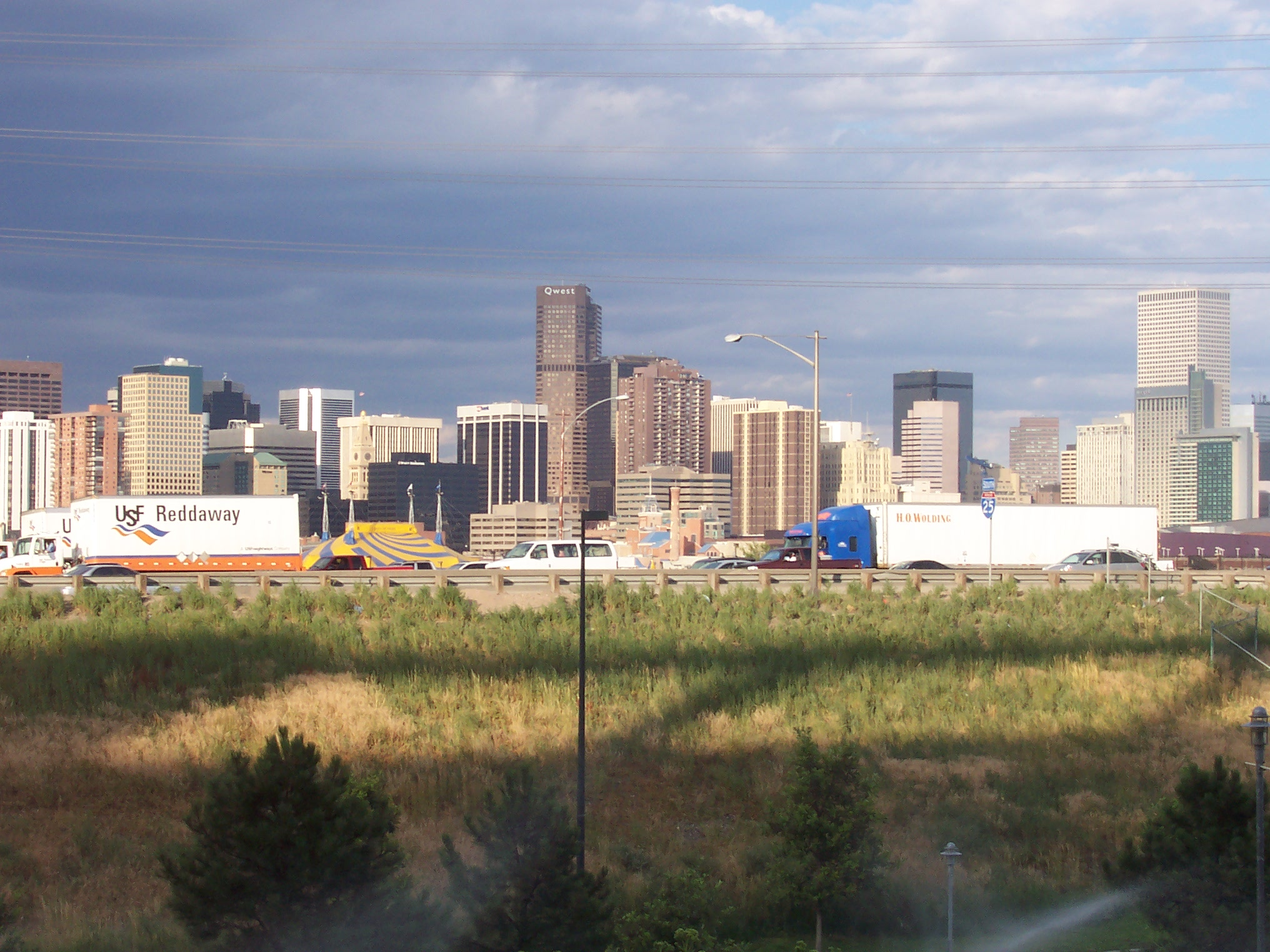
Giờ cao điểm trên I-25 đoạn qua Trung tâm Denver

Xa lộ Liên tiểu bang 25 có nhiều biệt danh khi đi qua các thành phố lớn hơn của tiểu bang. Tại Denver nó được gọi là Xa lộ Valley khi nó đi song song với dòng chảy của sông South Platte chảy qua khu vực phố trung tâm và thường dìm sâu dưới mặt đất. Đoạn trong Quận El Paso có tên là Xa lộ Ronald Reagan, và đoạn qua Pueblo được gọi là Xa lộ Tưởng niệm John F. Kennedy.

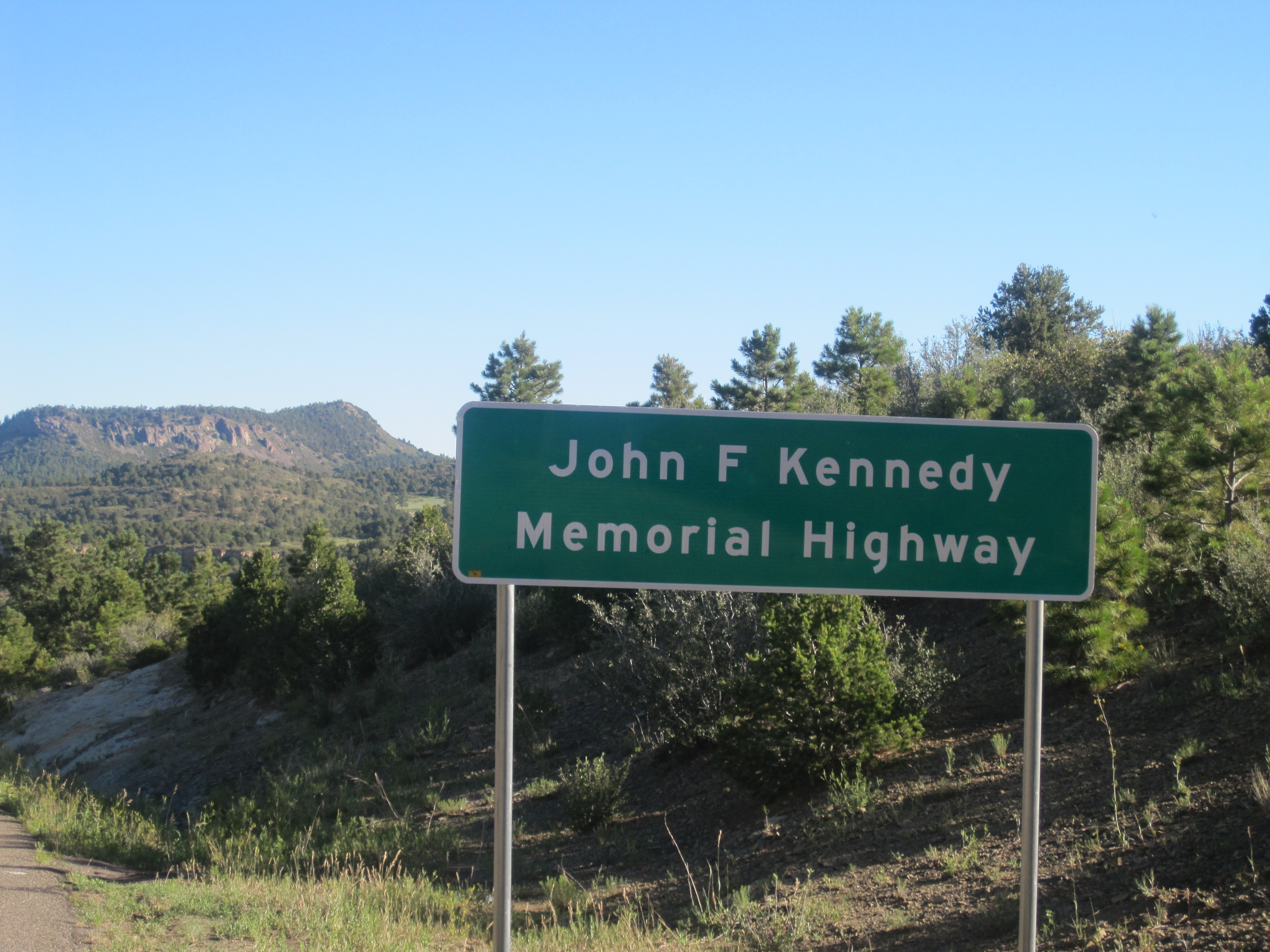
Xa lộ Tưởng niệm John F. Kennedy nằm trong miền nam màu sắc của Colorado

I-25 vào Colorado khoảng 14 dặm (23 km) về phía nam thành phố Trinidad. Nó là con đường chính bắc–nam đi qua Colorado với chiều dài là khoảng 300 dặm (480 km). Xa lộ liên tiểu bang rời Colorado tại phía bắc khoảng 8 dặm (13 km) về phía nam Cheyenne, Wyoming. I-25 phục vụ tất cả các thành phố lớn tại tiểu bang Colorado nằm về phía đông Rặng Thạch Sơn, thí dụ như Denver, Colorado Springs, Pueblo, Fort Collins, và Greeley. Rặng Thạch Sơn luôn được nhìn thấy rõ trên toàn đoạn đường dài từ nam lên bắc qua tiểu bang Colorado.
Cũng có một số căn cứ không quân và quân sự quan trọng và học viện nằm dọc theo con đường này như Căn cứ Không quân Buckley, tổng hành dinh Núi Cheyenne của NORAD, Danh trại Carson, Căn cứ Không quân Peterson, Học viện Không quân Hoa Kỳ, và Căn cứ Không quân Francis E. Warren.
I-25 băng qua Palmer Divide (đường phân thủy) giữa hai thành phố Denver và Colorado Springs, cung cấp một số cảnh quang đầy màu sắc nhất của Rặng Thạch Sơn và các ngọn đồi của nó. Gió giật và gió mạnh trên đoạn đường này (đặc biệt trên Đồi Monument) có tiếng là nguy hiểm cho giao thông trong những tháng mùa đông.
Đoạn đường I-25 giữa ranh giới phía bắc Quận Pueblo, Colorado và đường ranh giới tiểu bang với New Mexico được đặt tên là "Xa lộ Tưởng niệm John F. Kennedy" để vinh danh tổng thống Kennedy vì sự ủng hộ phát triển nguồn nước trong thung lũng sông Arkansas.

### Wyoming

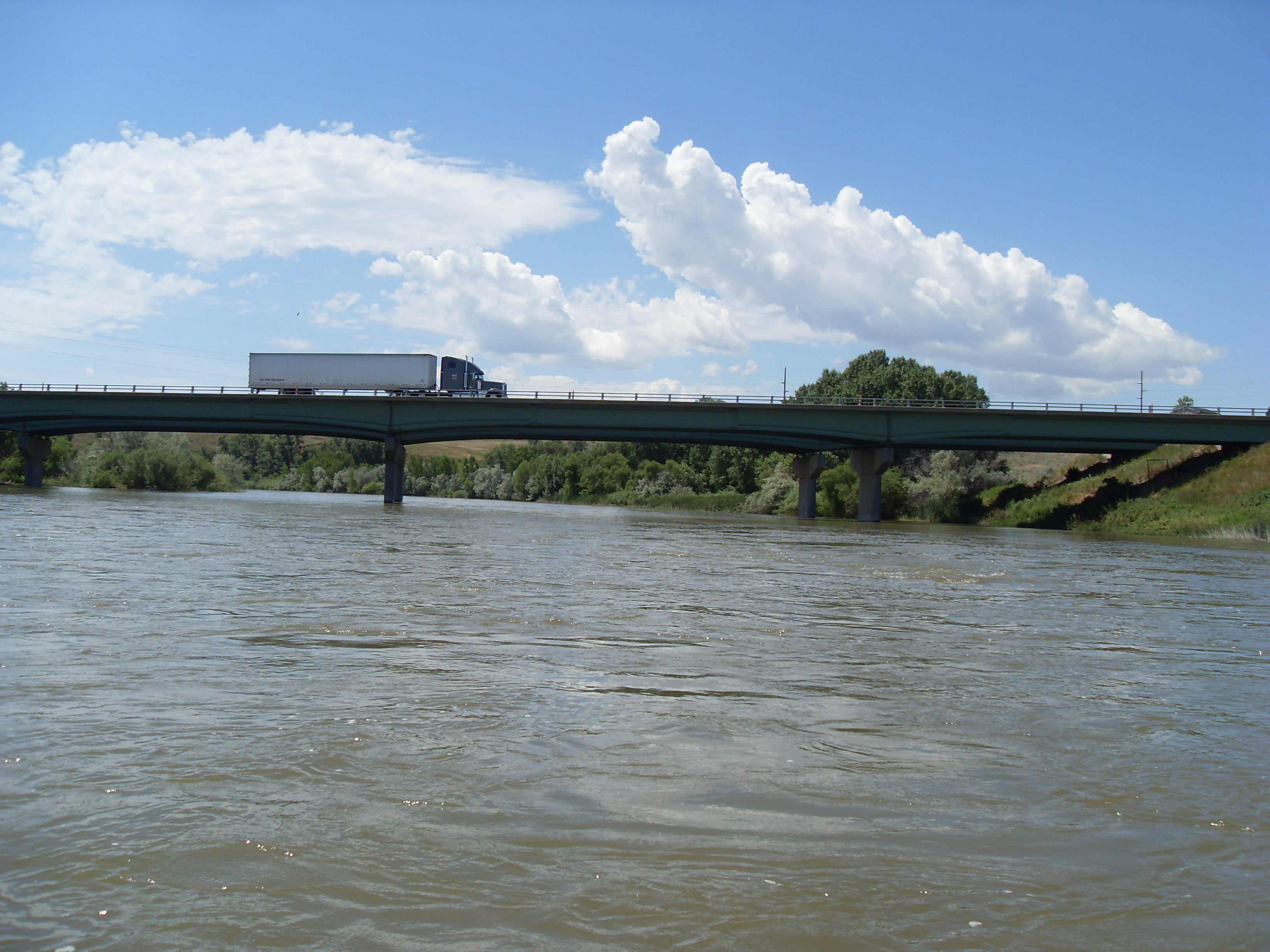
Cầu I-25 trên sông North Platte gần Douglas

I-25 vào tiểu bang Wyoming khoảng 8 dặm (13 km) ở phía nam thành phố thủ phủ của tiểu bang là Cheyenne. Sau khi đi qua Cheyenne, Xa lộ Liên tiểu bang 25 tiếp tục về hướng bắc đến Douglas, Wyoming, đi qua nhiều cao nguyên và các đường sắt. Thông thường các chuyến xe lửa nhiều toa có thể được nhìn thấy di chuyển chậm chạp dọc theo xa lộ này. Quanh thành phố Douglas, xa lộ này uốn quanh về hướng tây đến Casper. Sau khi đi qua Casper, I-25 quay về hướng bắc và đi xa lên tận Buffalo, Wyoming là nơi nó giao cắt với Xa lộ Liên tiểu bang 90. Khi đó, Xa lộ Liên tiểu bang 90 cung cấp đường kết nối đến tiểu bang Montana.

## Lịch sử
Đoạn đường giữa Romeroville, New Mexico và Los Lunas, New Mexico men theo sát đường gốc của Quốc lộ Hoa Kỳ 66. Quốc lộ này sau đó bị cắt ngắn và đổi đường chạy về hướng tây từ thành phố Santa Rosa. Hiện nay quốc lộ đã bị thay thế bởi Xa lộ Liên tiểu bang 40.

## Các xa lộ giao cắt chính
- Xa lộ Liên tiểu bang 10 tại Las Cruces, New Mexico
- Quốc lộ Hoa Kỳ 70 tại Las Cruces, New Mexico
- Quốc lộ Hoa Kỳ 60 tại Socorro, New Mexico
- Xa lộ Liên tiểu bang 40 tại Albuquerque, New Mexico
- Quốc lộ Hoa Kỳ 64 tại Raton, New Mexico
- Quốc lộ Hoa Kỳ 87 tại Raton, New Mexico
- Quốc lộ Hoa Kỳ 50 tại Pueblo, Colorado
- Xa lộ Tiểu bang Colorado 470 tại Lone Tree, Colorado
- Xa lộ Liên tiểu bang 225 tại Denver, Colorado
- Xa lộ Liên tiểu bang 70 tại Colorado tại Denver, Colorado
- Xa lộ Liên tiểu bang 76 tại Welby, Colorado
- Xa lộ Liên tiểu bang 270 tại Welby, Colorado
- Xa lộ công viên Northwest tại Broomfield/Thornton, Colorado
- Xa lộ Liên tiểu bang 80 tại Cheyenne, Wyoming
- Quốc lộ Hoa Kỳ 30 tại Cheyenne, Wyoming
- Quốc lộ Hoa Kỳ 20 tại Orin, Wyoming
- Xa lộ Liên tiểu bang 90 tại Buffalo, Wyoming

## Các xa lộ phụ
- Các xa lộ thương mại của Xa lộ Liên tiểu bang 25
- Xa lộ Liên tiểu bang 225